# Werner Hennig (general)
Werner Hennig, nemški general, * 23. avgust 1928, † 9. februar 1999.
Med letoma 1974 in 1990 je bil vodja finančnega oddelka Ministrstva za državno varnost Nemške demokratične republike.

## Življenje
Kot pripadnik Wehrmachta je med drugo svetovno vojno pristal v češkem in sovjetskem vojnem ujetništvu. Po vrnitvi domov se je leta 1946 včlanil v KPD. 
Kot ekonomist je vstopil v Stasi in deloval najprej na področju varovanja gospodarstva, nato pa v finančnem oddelku.